# Guy Marchais
Guy Marchais (ur. 30 maja 1969 w Nowym Jorku) – amerykański muzyk, kompozytor i instrumentalista. Guy Marchais znany jest przede wszystkim z występów w deathmetalowej formacji Suffocation. Wraz z grupą nagrał m.in. trzy albumy studyjne: Souls to Deny (2004), Suffocation (2006) oraz Blood Oath (2009). Był także członkiem zespołów Internal Bleeding i Pyrexia.
Muzyk jest endorserem gitar amerykańskiego producenta firmy B.C. Rich. Przedsiębiorstwo wytwarza sygnowany przez muzyka instrument pod nazwą Guy Marchais Signature ASM.

## Instrumentarium
- B.C. Rich Guy Marchais Signature ASM 6 String[5]
- B.C. Rich Silver Custom Shop Warlock 6 String[6]
- B.C. Rich Natural Wood Custom Shop Warlock 6 String[6]
- B.C. Rich White Warlock 6 String[6]
- B.C. Rich Virgo 6 String[6]
- B.C. Rich Custom Shop Red Warlock 6 String[6]
- B.C. Rich Custom Shop Grey Warlock 6 String[6]
- B.C. Rich Custom Shop Black Warlock 6 String[6]